# Spasivka, Kirovske
Spasivka (în ucraineană Спасівка) este un sat în comuna Partîzanî din raionul Kirovske, Republica Autonomă Crimeea, Ucraina.

## Demografie
Componența lingvistică a localității Spasivka
     Rusă (75,26%)
     Tătară crimeeană (18,56%)
     Ucraineană (6,19%)
Conform recensământului din 2001, majoritatea populației localității Spasivka era vorbitoare de rusă (75,26%), existând în minoritate și vorbitori de tătară crimeeană (18,56%) și ucraineană (6,19%).